# Greben Bowers
| ↓ Bowers                |
| Reljef Beringovog mora. |

Greben Bowers nalazi se u južnom dijelu Aleutskog bazena. Proteže se preko 900 km u luku, koji počinje na jugoistoku kod Aleutskog luka i završava na sjeverozapadu kod Širšovog grebena. Grebenski luk Bowers odvaja Aleutski bazen od Bowersovog bazena koji zatvara. Greben trenutno nije seizmički aktivan. Sjeverna padina grebena je strmija od južne. S aleutske strane, greben je obrubljen koritom ispunjenim sedimentnom sekvencom debljine 9-10 km.
Prosječna starost grebena Bowers je oko 30 My (kasni oligocen). Utvrđeno je da je stijena s gornjeg dijela grebena Bowers miocenske starosti. Stoga su greben Bowers i južni dio Širšovog grebena  približno iste starosti jer je susjedno područje Širšovog grebena datirano na  33 milijuna godine starosti (rani oligocen).